# Kurt-Eisner-Denkmal am Oberanger

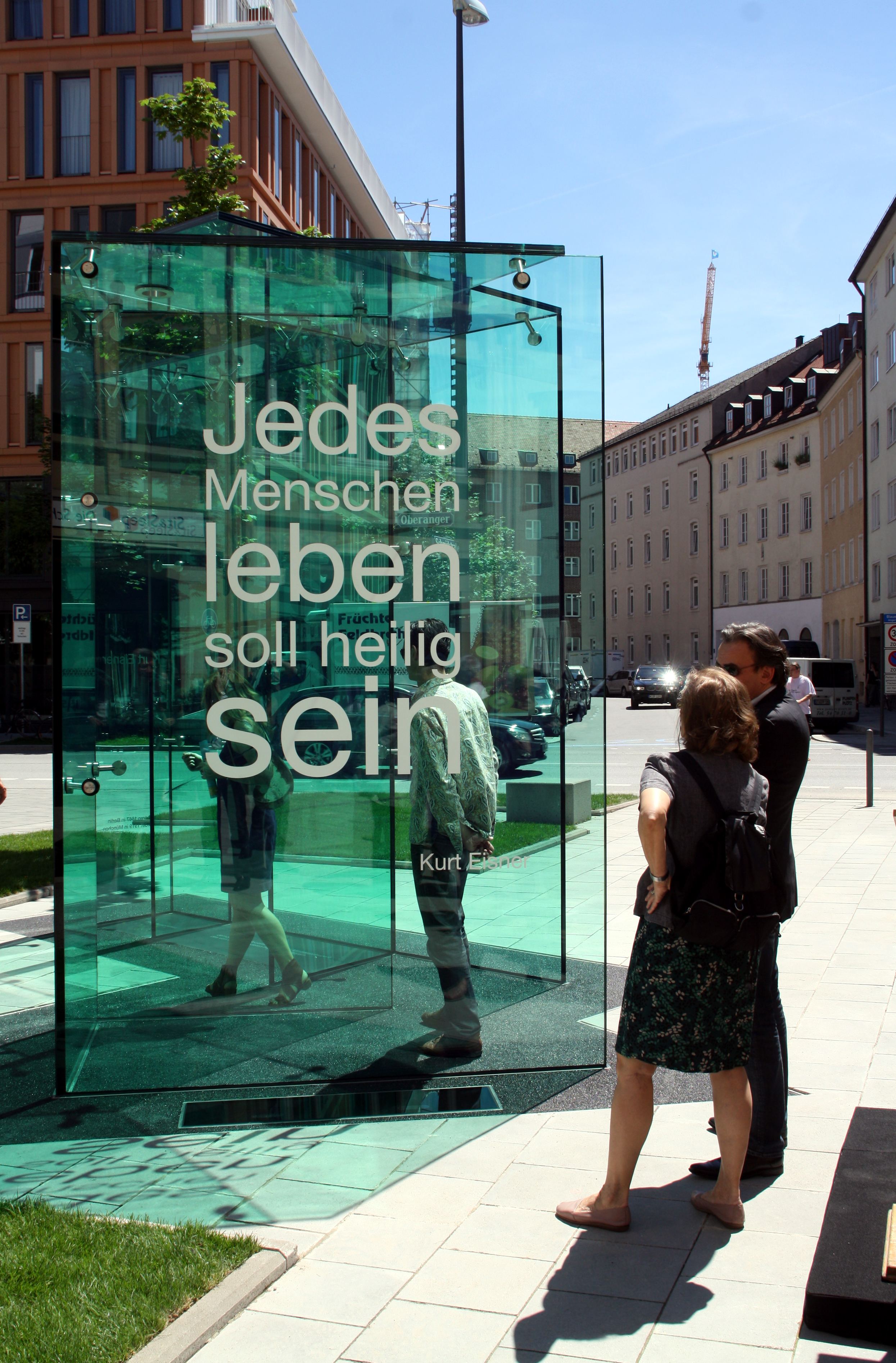
Denkmal am Oberanger in München, eingeweiht 2011

Das Kurt-Eisner-Denkmal am Oberanger ist eine Glasskulptur in München zur Erinnerung an den ersten bayerischen Ministerpräsidenten Kurt Eisner.
Sie wurde von Rotraut Fischer  gestaltet und am 30. Mai 2011 am Oberanger eingeweiht. Es ist neben der Bodengedenkplatte in der Kardinal-Faulhaber-Straße das zweite Denkmal für den ermordeten Eisner in München.
Als Inschrift wurde ein Zitat aus dem Aufruf, mit dem Kurt Eisner den Freistaat Bayern proklamierte ausgewählt: „Jedes Menschenleben soll heilig sein“.  Nachts werden die Scheiben so illuminiert, dass die Schrift besonders hervortritt.
Weitere Inschriften sind:
- Friedenspolitiker – demokratischer Sozialist und erster Ministerpräsident
- Kurt Eisner – geboren 1867 in Berlin / ermordet 1919 in München